# Marianum (Rome)

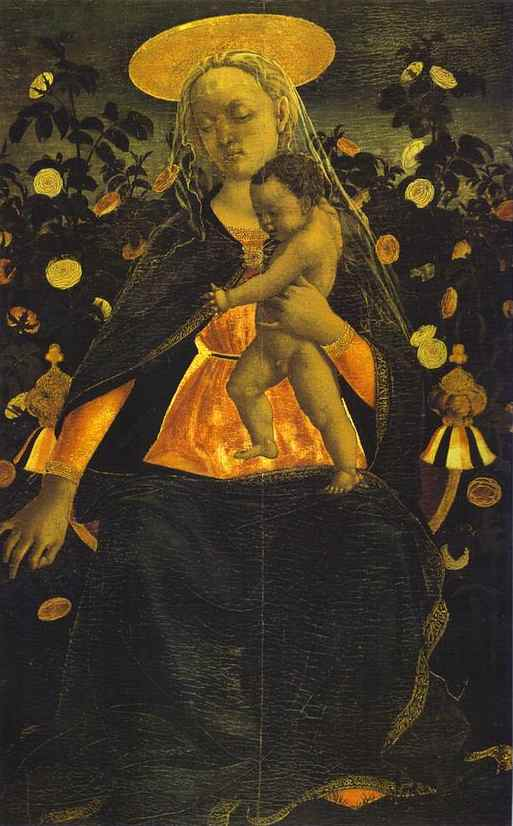
Maria en Jezus

Marianum is de gangbare naam van zowel de Pauselijke Academie van Maria als van het tijdschrift dat door deze Academie wordt uitgegeven. De Academie is opgericht ter bevordering van de Mariologie. De Academie werd in 1939 opgericht door Gabriel Roschini maar de naam Marianum is al veel ouder en voert terug tot het jaar 1398 toen paus Bonifatius IX aan de Servieten van Maria toestemming verleende om academische graden te verlenen. Zij richtten daartoe een Marianum op, dat evenwel in 1870 op last van de Italiaanse regering moest sluiten.
De in 1939 gestichte Academie verwierf in 1955 – met het decreet Coelesti Honorandae Reginae – het predicaat Pauselijk. De studie aan de Academie staat open voor zowel geestelijken als leken. Er kunnen zowel master- als doctorstitels in de Marialogie worden behaald. De Academie beschikt over een eigen bibliotheek, met ongeveer 85.000 titels op het gebied van de Marialogie.
De Academie is gevestigd op de Viale XXX Aprile in Rome.